# Lista de datas de fundação de localidades portuguesas
Esta é uma lista de datas de fundação de localidades portuguesas. Em certos casos, a data indicada é a data de foral do respectivo concelho; em outros casos, da referência mais antiga à povoação.

## Século I a.C.
- 14 a.C.: Braga
- ??: Porto

## Século I
- 79: Chaves (Aquae Flaviae)

## Século IX
- 900: Matosinhos

## Século X
- 953: Póvoa de Varzim, Vila do Conde
- 959: Aveiro

## Século XI
- 1035: Vila Nova de Gaia
- 1096: Guimarães, Vila Real (Constantim de Panóias)
- 1098: Branca (Data do 1º documento. Já existia como vila)

## Século XII
- 1125: Ponte da Barca, Ponte de Lima
- 1140: Barcelos
- 1142: Louriçal
- 1152: Mesão Frio
- 1160: Tomar
- 1181: Melgaço
- 1189: Mafra
- 1193: Gondomar
- 1199: Guarda

## Século XIII
- 1202: Santa Marta de Penaguião
- 1206: Vila Pouca de Aguiar (Terra de Aguiar de Pena)
- 1217: Valença
- 1224: Murça
- 1226: Alijó
- 1257: Paredes de Coura
- 1258: Viana do Castelo
- 1261: Monção
- 1266: Faro
- 1273: Montalegre
- 1284: Caminha
- 1292: Póvoa de Lanhoso
- 12??: Amarante, Maia

## Século XIV
- 1321: Vila Nova de Cerveira
- 1331: Ribeira de Pena
- 1361: Vizela

## Século XVI
- 1513: Baião, Fafe
- 1514: Amares, Cabeceiras de Basto, Felgueiras, Lousada, Terras de Bouro, Vieira do Minho
- 1515: Arcos de Valdevez
- 1520: Celorico de Basto
- 1572: Esposende

## Século XVIII
- 1770: Penafiel

## Século XIX
- 1831: Peso da Régua (Godim)
- 1834: Santo Tirso
- 1835: Vila Nova de Famalicão
- 1836: Boticas, Paços de Ferreira, Paredes, Sabrosa, Valongo, Valpaços
- 1852: Marco de Canaveses
- 1853: Mondim de Basto (era já concelho)
- 1855: Vila Verde

## Data desconhecida
- Trofa
- Castelo Branco